# Đăng Phong
Đăng Phong (tiếng Trung: 登封; bính âm: Dēngfēng; Bưu chính: Tengfeng) là một thành phố cấp huyện thuộc địa cấp thị Trịnh Châu, tỉnh Hà Nam, Trung Quốc. Nằm ở phía tây nam của Trịnh Châu, nó có diện tích 1.220 km2 (470 dặm vuông Anh) và dân số 652.200 người. Đăng Phong có 3 nhai đạo, 8 trấn và 5 hương.
Đăng Phong nằm tại chân núi phía nam Tung Sơn, một trong những ngọn núi linh thiêng nhất Trung Quốc. Thành phố này cũng là một trong những nơi trung tâm tâm linh linh thiêng nổi tiếng nhất Trung Quốc với nhiều di tích văn hóa, đền chùa và tổ chức tôn giáo bao gồm Đền thờ Đạo giáo Tung Nhạc hay chùa Phật giáo Thiếu Lâm hay Học viện Khổng giáo Tung Dương đồng thời cũng là quê hương của võ thuật Thiếu Lâm nổi tiếng. Tung Sơn là danh thắng cấp quốc gia hạng 5A, trong khi quần thể lịch sử chùa Thiếu Lâm tại đây được UNESCO công nhận là Di sản thế giới từ năm 2010.

## Lịch sử
Đăng Phong trong nền văn hóa Trung Quốc là một trong những nơi sinh sống lâu đời của một bộ lạc mẫu hệ. Theo các tài liệu lịch sử và bằng chứng khảo cổ học, hơn 2.000 năm trước Công nguyên, trung tâm của các hoạt động sản xuất, đời sống và chính trị của triều đại nhà Hạ nằm tại trấn Cáo Thành, tức Đăng Phong ngày nay. Triều đại Tây Chu, Chu Công Đán thực hiện đo bóng mặt trời bằng khuê biểu tại Đăng Phong Quan phát triển lịch ngày nay. Đến thời nhà Tần, hệ thống quận huyện được triển khai và huyện Dương Thành được thành lập tại đây. Hoàng đế Tây Hán là Hán Vũ Đế đã đến Tung Sơn và thành lập ra huyện Sùng Cao và đến nhà Tùy là Tung Dương. Năm 696, Võ Tắc Thiên đã đến Tung Sơn và Phong Trung Nhạc và đổi Sùng Cao thành Đăng Phong và đổi Dương Thành thành Cáo Thành (nghĩa là hoàn thành). Triều đại nhà Kim, hai huyện được sáp nhập thành một huyện Đăng Phong duy nhất.
Trong thời kỳ Chính phủ Bắc Dương, Hà Nam là chiến trường chính của nhiều cuộc nội chiến trong đó có cả Trung Quốc Quốc dân Đảng. Đăng Phong nằm giữa Lạc Dương, Trịnh Châu và Hứa Xương liên tục bị tàn phá bởi chiến tranh và cướp bóc. Trong cuộc Nội chiến Trung Quốc vào đầu năm 1948, trước sự tấn công của quân đội Giải phóng Trung Quốc, chính phủ Quốc dân Đảng đã đến phòng thủ toàn diện tại Hà Nam. Đầu tháng 3, quân Giải phóng Trung Quốc đã được tập hợp tại Đăng Phong, Lâm Nghi và Ích Dương. Sau đó Đăng Phong cơ bản đã thuộc quyền kiếm soát của quân Giải phóng. Năm 1983, Đăng Phong thuộc Đặc khu Lạc Dương và về hành chính thuộc Trịnh Châu. Ba huyện Tân An, Mạnh Tân và Yển Sư được cắt về Lạc Dương. Vào ngày 30 tháng 5 năm 1994, Hội đồng Nhà nước đã phê chuẩn việc thành lập thành phố cấp huyện Đăng Phong.

## Kinh tế
Đăng Phong là một trong những đơn vị hành chính cấp huyện có nền kinh tế mạnh. Hệ thống kinh tế bao gồm ngành kinh tế dịch vụ hiện đại dựa trên du lịch văn hóa, nông nghiệp hiện đại đặc biệt là chăn nuôi và công nghiệp công nghệ cao với chủ đạo là sản xuất phụ tùng ô tô và thiết bị, vật liệu mới và y sinh. Năm 2009, Đăng Phong xếp thứ 64 trong danh sách 100 nền kinh tế quận huyện toàn quốc và xếp thứ 9 của tỉnh Hà Nam. Thu nhập GDP bình quân đầu người tại Đăng Phong đạt 39.573 nhân dân tệ (5.793 USD). Hiện tại có ba cụm phát triển kinh tế ở Đăng Phong là cụm công nghiệp, cụm du lịch văn hóa và cụm nông nghiệp hiện đại.
Đăng Phong nằm trên Quốc lộ 207 xuất phát từ Xilinhot tới Từ Văn. Ngoài ra, đường cao tốc Nhữ Châu Đăng Phong cũng đang được hoàn thành từ Sân bay quốc tế Tân Trịnh Trịnh Châu về Đăng Phong. Tuyến đường sắt Đăng Phong cũng đã được kết nối với Tiêu Tác-Liễu Châu để tạo thành mạng lưới giao thông thuận tiện.